# Roswell Daily Record
Roswell Daily Record (tạm dịch: Bản tin Hàng ngày Roswell) là tờ nhật báo địa phương có trụ sở tại Roswell, New Mexico, và có số lượng phát hành dưới 12.000 bản. Tờ báo này nổi tiếng trong cộng đồng UFO vì đây là ấn phẩm đưa tin về vụ rơi UFO ở Roswell được cho là xảy ra vào năm 1947. Ấn phẩm này trước đây vốn thuộc sở hữu của Robert Beck, và sau khi Beck qua đời, quyền sở hữu tờ báo được chuyển giao cho chủ mới tên là Beck Trust - Marjorie S Beck.